# Folsom, Kalifornien
Folsom är en stad (city) i Sacramento County, i delstaten Kalifornien, USA. Enligt United States Census Bureau har staden en folkmängd på 73 001 invånare (2011) och en landarea på 56,8 km².
I den norra delen av staden ligger de delstatliga fängelserna Folsom State Prison och California State Prison, Sacramento.